# Municipio de Felson
El municipio de Felson (en inglés: Felson Township) es un municipio ubicado en el condado de Pembina en el estado estadounidense de Dakota del Norte. En el año 2010 tenía una población de 86 habitantes y una densidad poblacional de 0,74 personas por km².

## Geografía
El municipio de Felson se encuentra ubicado en las coordenadas 48°56′46″N 97°37′20″O / 48.94611, -97.62222. Según la Oficina del Censo de los Estados Unidos, el municipio tiene una superficie total de 116.09 km², de la cual 116,09 km² corresponden a tierra firme y (0 %) 0 km² es agua.

## Demografía
Según el censo de 2010, había 86 personas residiendo en el municipio de Felson. La densidad de población era de 0,74 hab./km². De los 86 habitantes, el municipio de Felson estaba compuesto por el 97,67 % blancos, el 1,16 % eran afroamericanos y el 1,16 % eran de una mezcla de razas. Del total de la población el 0 % eran hispanos o latinos de cualquier raza.